# Burchard III de Souabe
Pour les articles homonymes, voir Bouchard III et Bouchard.
Burchard III, né en 906 ou en 915 et mort le 12 novembre 973, est un noble issu de la dynastie des Burchadinger, fils du duc Burchard II de Souabe. Il fut comte de Thurgovie et à Zurich et peut-être margrave de Rhétie. Il devient duc de Souabe de 954 jusqu'à sa mort en 973. 

## Biographie
Burchard est le fils de Burchard II (883/884-926), duc de Souabe à partir de 917, et de son épouse Regelinda (morte en 958), fille du comte Burkhard de Worms. Son père était impliqué dans des conflits armés entre Erchanger Ier de Souabe et le roi Conrad Ier ; après l'exécution d'Erchanger en 917, il est reconnu comme duc. Il se battait contre son voisin, le roi Rodolphe II de Bourgogne, et en 919 a reconnu le duc Henri Ier de Saxe comme roi de Francie orientale. En 922, on fait la paix avec la Bourgogne et la sœur de Burchard III, Berthe de Souabe, s'est mariée à Rodolphe II. En 926, Burchard II a accompagné son beau-fils à Italie où il meurt assassiné à Novare.
Au moment de la mort de son père, Burchard III était encore jeune et fut par conséquent envoyé en Saxe pour sa sécurité lorsque le duc Hermann Ier prit la succession. En Saxe, il se maria une première fois à un membre de la famille Immedinger. De son mariage naquit deux fils : Dedi de Hassegau, le fondateur de la maison de Wettin, et Burchard de Liesgau. Puis, il se marie une seconde fois avec Hedwige, fille de Henri Ier, duc de Bavière. Burchard construisit la grande forteresse au sommet de Hohentwiel, et Hedwige fonda le monastère de Saint-Georges au même endroit, mais leur mariage resta sans enfants.
Après la rébellion du duc Ludolphe, fils du roi Otton Ier, en 954, le roi légua le titre de duc à son neveu par alliance au conseil général d'Arnstadt. Burchard était un ami intime d'Otton et de sa reine, Adélaïde de Bourgogne. Il était souvent à la cour royale et il accompagnait Otton dans sa campagne face aux Magyars et était présent à la grande bataille du Lechfeld le 10 août 955. En 965, il mena une troisième campagne contre Bérenger II en Italie. À la bataille du Pô le 25 juin, Bourchard battit les magnats lombards et restaura le contrôle des Ottoniens sur l'Italie ainsi que même les principautés au sud de la péninsule furent mis au pas en 972. En 973, il mourut et fut enterré dans la chapelle de Saint-Erasmus dans le monastère sur l'île de Reichenau situé sur le lac de Constance. Otton Ier fils de Ludolphe lui succéda.